# Еракор Голден Стар
Футбольний клуб «Еракор Голден Стар» або просто «Еракор Голден Стар» (англ. Erakor Golden Star) — вануатський футбольний клуб з міста Порт-Віла. Девіз клубу — «Бог — це добре».
«Еракор Голден Стар» виступає в Прем'єр-лізі Порт-Віли, вищому футбольному дивізіоні Порт-Віли. У 2016 році команда виграла вище вказаний турнір у вперше у власній історії взяла участь у Лізі чемпіонів ОФК.
Домашні матчі проводить на «Муніципальному стадіоні Порт-Віли», який вміщує 6 500 глядачів.

## Історія
Заснований 1926 року. У 1989 році «Еракор Голден Стар» вперше став чемпіоном Вануату. У сезонах 2012/13, 2013/14 та 2014/15 роках ставав віце-чемпіоном Порт-Віли, щоразу поступався «Амікалю». Лише в 2016 році, після шести поспіль чемпіонств «Амікаля», вони змогли виграти Футбольну лігу Порт-Віли і водночас вперше вийшли в Лігу чемпіонів ОФК 2017. «Еракор» здобув свою першу перемогу на міжнародному рівні у поєдинку другого туру групового туру над командою із Соломонових Островів «Маріст Файр», в якому переміг з рахунком (2:1).

## Досягнення
- Футбольна ліга Порт-Віли
  -  Чемпіон (1): 2016
  -  Срібний призер (3): 2012/13, 2013/14, 2014/15

- Перший дивізіон Порт-Віли
  -  Чемпіон (1): 2011/12